# Socjaldemokratyczna Partia Szwajcarii
Socjaldemokratyczna Partia Szwajcarii, niem. Sozialdemokratische Partei der Schweiz (SPS), fr. Parti socialiste suisse (PSS), wł. Partito Socialista Svizzero, retorom. Partida Socialdemocrata de la Svizra – szwajcarska centrolewicowa partia polityczna. Założona 21 października 1888 roku. Jest jedną z czterech dominujących partii w Szwajcarii. Ugrupowanie najbardziej lewicowe w rządzie (Radzie Federalnej).
Po wyborach w 2003 roku jest to druga co do wielkości partia w Radzie Narodowej. Jej obecnymi przedstawicielami w rządzie są: Micheline Calmy-Rey i Moritz Leuenberger. Liderem tego ugrupowania jest Christian Levrat.

## Historia

### Ruch socjalistyczny w Szwajcarii
Szwajcaria jest jednym z pierwszych krajów europejskich w których miejsce miała industrializacja kapitalistyczna, nastąpiła ona już w latach 20. i 30. XIX wieku. Na większe zakłady przemysłowe, włókiennicze powstawały w takich szwajcarskich miastach jak m.in. Genewa, Bazylea i Zurych. Robotnicy szwajcarscy poznawali poglądy socjalistów utopijnych takich jak Robert Owen, Charles Fourier czy Louis Blanc. Pierwsze stowarzyszenia robotników skupiały cudzoziemców, głównie Niemców, powstawać zaczęły też stowarzyszenia szwajcarskie.
W 1838 roku wewnątrz jednej z grup niemieckich emigrantów powstała grupa robotników pochodzenia szwajcarskiego pod nazwą Grutlivereien. Na czele Grutlivereien stanęła dwójka utopijnych socjalistów; A. Galeer oraz J.F. Becker. Grupy robotnicze początkowo nie miały charakteru ideologicznego były to kółka dyskusyjne, samokształceniowe, organizujące samopomoc robotników.
Rozwój ruchu socjalistycznego nastąpił w związku z powstaniem I Międzynarodówki, jednym z twórców Międzynarodówki był Becker. To właśnie w Szwajcarii odbyły się dwa kongresy ugrupowania a siedzibą Sekretariatu Międzynarodówki była Genewa. Grutlivereien nie wstąpiła do Międzynarodówki, wstąpiły do niej stowarzyszenia robotnicze emigrantów oraz kantonalne sekcje Międzynarodówki powstałe z jej inicjatywy. Kantonalne ugrupowania socjalistyczne powstały kolejno w Zurychu (1870), Genewie (1871). Ideologia szwajcarskich socjalistów była połączeniem wielu doktryn socjalistycznych m.in. Proudhona, Lassale'a, Marksa czy ideologów szwajcarskich.
W 1869 roku ruszyło pismo „Tagwacht” które to zapoczątkował twórca zuryskiej grupy socjalistów, H. Greulich. W pierwszym numerze pisma ukazał się Zarys programu i organizacji partii socjaldemokratycznej. W 1870 roku program ten stał się podstawą zjazdu robotników skupionych w większości w Międzynarodówce, w roku 1870.
Na spotkaniu tym formalnie utworzona została Szwajcarska Partia Socjaldemokratyczna. Partia jednak upadła wraz z upadkiem I Międzynarodówki. Po raz kolejny próbowano powołać partię socjalistyczną w 1877 roku. Partia pozostała na marginesie sceny politycznej. Szybciej rozwijał się ruch związkowy. W 1883 środowiska robotnicze powołały w Zurychu wspólny komitet wyborczy skupiony wokół Grutlivereien, Partii Socjaldemokratycznej oraz ruchach związkowych. W 1888 roku zwołano Kongres Robotniczy, przedstawiciele lewicy powołali na nim Socjaldemokratyczną Partię Szwajcarii.

### Okres obu wojen światowych
Partia nie przyjęła postawy zdecydowanie marksistowskiej czy rewolucyjnej. Spowodowane to było po części sytuacją w Szwajcarii która nie miała rozwiniętej klasy robotniczej a silne było drobne rzemiosło. Pierwszy program socjaldemokratów z 1888 roku postulował walkę klas i postulował rewolucję jako środek ostateczny. Za punkt odniesienia przyjmowano środki parlamentarne. Partia dość szybko przekształciła partię z reprezentującą klasę robotników w partię „ludową” (Volkspartei). W dalszym ciągu wielu mieszczan i intelektualistów uważało ruch za zbytnio rewolucyjny. Duże wpływy w późniejszych latach uzyskała frakcja marksistowska. Już w 1890 roku partia uzyskała jednego przedstawiciela w parlamencie, uzyskując 0,6% poparcia elektoratu, ten sam wynik uzyskała w 1893 roku.
Partia posiadała kilku przedstawicieli w parlamencie a jej projekty poddawane były głosowaniu w referendach. W 1904 roku uchwalono program w którym akcentowano elementy rewolucyjne. Program określił Szwajcarię jako państwo klasowe. Zdaniem socjaldemokratów struktury kapitalistyczne Szwajcarii prowadziły do monopolizacji gospodarki, wyzysku oraz nędzy. Program zawierał też wzmiankę o rewolucji na wypadek represji ze strony burżuazji. Do dalszej radykalizacji lewicy doszło w czasie pierwszej wojny światowej. W 1914 roku socjaldemokraci po raz pierwszy przekroczyli granicę 10 procent poparcia.
Przedstawiciele szwajcarskiego ruchu robotniczego decyzją partii z listopada 1915 roku, brali udział w ruchu zimmerwaldzkim, jej delegaci obecni byli na konferencjach w Zimmerwaldzie i w Kientalu. W następnych latach wojny sytuacja ta uległa zmianie a partia zrewidowała swoje rewolucyjne poglądy.
Rewolucje w krajach Europy wpłynęły na sytuacje w Szwajcarii. W listopadzie 1918 roku doszło do strajku generalnego. Strajkiem przewodził komitet złożony ze związkowców i działaczy SDPS. W manifeście strajku generalnego zażądano od władz reform socjalnych, politycznych, 8-godzinnego dnia pracy, proporcjonalnych wyborów. Strajk został złamany po tym gdy rząd użył wojna, użycie przemocy przez wojsko doprowadziło do wystąpienia bardziej radykalnych tendencji na łonie socjaldemokratów a także pewnych ustępstw ze strony rządu. W sierpniu 1919 roku partia podjęła decyzję o przystąpieniu do III Międzynarodówki, decyzja została jednak odrzucona już we wrześniu w wyniku głosowania wewnątrzpartyjnego. Doprowadziło to do secesji najbardziej lewicowego skrzydło które w dniach od 5 do 6 marca 1921 oku ogłosiło utworzenie Komunistycznej Partii Szwajcarii. Przed podziałem partii w 1919 roku uzyskała ona 21,7% poparcia. W 1920 roku uchwalono nowy program socjaldemokratów, był on dość lewicowy, stawiał sobie za cel m.in. dyktaturę proletariatu i uznał system władzy rad. Był to jedyny z programów w historii partii który był stricte marksistowski.
W 1928 roku uzyskała 25,25% poparcia w wyborach do Rady Narodowej. W 1929 roku po raz pierwszy partia wystawiła swoich kandydatów do rządu.
Odejście od tendencji radykalistycznych nastąpiło w 1935 roku gdy uchwalony został dość reformistyczny program partii. Związane to było z procesami tj. demokratyzacja, rozładowanie napięć klasowych, w tej sytuacji robotnicy byli w stanie wywalczyć swoje prawa w drodze pokojowej. Reforma rządowa, która wprowadzała zasadę proporcjonalności przyniosła socjaldemokratom duży przyrost miejsc w parlamencie. Partia uzyskała kilka sukcesów w referendach. Program z 1935 roku wzywał do walki z faszyzmem a zwłaszcza nazizmem, który także i w Szwajcarii uzyskał poparcie. Nowy program odrzucił walkę klas, dyktaturę proletariatu i tezy o szybkim upadku ustroju kapitalistycznego. Partia postawiła sobie zadanie zgrupowania wszystkich warstw wyzyskiwanych w jednym froncie antykapitalistycznym. Z programu usunięto tezę o czołowej roli proletariatu. Zrezygnowano z nacjonalizacji, zastępując to żądanie, „socjalizacją” monopoli. Program uważany był za przejściowy, dotyczący aktualnych w tamtej sytuacji problemów. W latach wojny 1939–1945, socjaldemokrata został liderem komisji parlamentarnej nadzorującej pełnomocnictwa wojenne.
W 1943 roku po raz pierwszy do rządu trafili przedstawiciele socjaldemokracji.

### Okres powojenny

#### Zagadnienia programowe
W 1959 roku uchwalono nowy program partii. Został on zatwierdzony na zjeździe socjaldemokratów w Winterthur. Nowy program zrywał z marksizmem i doprowadził do przejścia SDPS na pozycje neoreformistyczne. Z programu zniknęła niemalże cała krytyka kapitalizmu a program skupił się na planach modyfikacji systemu. W odróżnieniu od wszystkich czterech poprzednich programów nie pojawił się tradycyjny dla partii układ: Krytyka społeczeństwa kapitalistycznego, Główne rysy ustroju socjalistycznego oraz Środki prowadzące do nowego społeczeństwa. Program zamiast tego otwiera wstęp a kończy rozdział Perspektywy i wezwania. Program przedstawił stanowisko SDPS w sprawie polityki obronnej, zagranicznej, gospodarczej, finansach, polityce kulturalnej i prawnej. Pragmatyczna wymowa programu wywołała spore zastrzeżenia uczestników zjazdu.
Od 1959 roku partia przestała być partią skupiającą się na klasie robotniczej, lecz jak sama zadeklarowała stała się partią ogólnonarodową. Socjaldemokraci ogłosili że na skutek zmiany polityki z rewolucyjnej na reformistyczną, dzięki socjaldemokratom ustrój Szwajcarii stał się ustrojem przejściowym między kapitalizmem a socjalizmem. Program z 1959 roku mówił o tym że cele socjalistyczne nie zostały osiągnięte a dominujące wpływy ma kapitał prywatny dlatego walka socjaldemokratów nie została zakończona. SDPS zaakceptowała deklarację Międzynarodówki Socjalistycznej z 3 lipca 1951 roku O celach i zadaniach socjalizmu demokratycznych. Partia zadeklarowała poparcie dla jednoczenia Europy i świata w „wolną i demokratyczną federację”.
Na arenie międzynarodowej poparła uczestnictwo Szwajcarii w Organizacji Narodów Zjednoczonych oraz idee rozbrojenia. W polityce obronnej SDPS opowiada się za utrzymaniem odpowiedniej siły wojskowej przy zachowaniu szczególnego dla Szwajcarii charakteru wojska. Zyski przemysłu zbrojeniowego i eksport militarny mają być kontrolowane oraz ograniczane przez rząd. W gospodarce postulowano pełne zatrudnienie, sprawiedliwy podział dochodu, wprowadzenie demokratycznych zasad kierowania gospodarką. W dziedzinie polityki socjalnej socjaldemokraci postulowali umacnianie rodziny, ochrony pracowników poprzez rozbudowę ustawodawca pracy, ochronę niezdolnych do pracy, budowę służby ochrony zdrowia.
Dużą rolę odgrywają platformy wyborcze uchwalane przez SDPS co cztery lata. Precyzują one stanowisko socjaldemokratów w aktualnych kwestiach. Poprzez platformę z 1975 roku, partia sprecyzowała kilka tez programowych m.in. konieczność podporządkowania Banku Narodowego rządowi, rozszerzenia ubezpieczeń, zrównania praw emigrantów z pracownikami szwajcarskimi przy jednoczesnym ustabilizowaniu i stopniowej redukcji liczby emigrantów zatrudnionych w kraju.

#### SDPS na scenie politycznej kraju
W latach 1944–1949 socjaldemokraci i komuniści utworzyli wspólny koalicyjny rząd kantonalny w Bazylei. W 1959 roku SDPS uzyskała dwie teki ministerialne, dla porównania po dwie teki uzyskała również partia radykałów, chadeków a jedną tekę, ludowcy. Na zjeździe partii w Bazylei w 1968 roku przedstawiciele frakcji lewicowej socjaldemokratów zażądali od kierownictwa opracowania długoletniego działaniu programu, w ramach programu z 1959 roku jednak na kierunkowanego bardziej na lewo i zawierającego postulaty o charakterze socjalistycznym. Postulat ten poparła głównie młodzież socjalistyczna we francuskojęzycznej Szwajcarii. Frakcja ponownie dała o sobie znać na zjeździe w Bernie w 1969 roku a jej przedstawiciele zyskali sobie przydomek „młodoturków”.
Na lewo przeszła część szeregów SDPS, na poziomie regionalnymi socjaldemokraci podjęli się współpracy z komunistami i Postępową Organizacją Szwajcarii. Kontakty te uregulowało oświadczenie zarządu partii z 1977 roku w którym wykluczyło ono możliwość formalnych związków z radykalnie lewicową Szwajcarską Partią Pracy, powstałą w 1944 roku po reorganizacji partii komunistycznej. Ta sama uchwałą jednocześnie dopuszczała współpracę z innymi partiami i organizacjami lewicowymi w sprawie konkretnych kwestii merytorycznych. Pozwolono również partiom kantonalnym socjaldemokratów na współpracę z komunistami. Większość socjaldemokratów jest wroga wobec Partii Pracy. Za bliższymi stosunkami z komunistami opowiadał się przewodniczący partii od 1972 roku, Helmut Hubacher. Jednym z przejawów wspólnych akcji różnych ugrupowań lewicy było łączenie list w wyborach kantonalnych (co w Szwajcarii nie oznacza utworzenia wspólnej listy) co w przypadku łączenia list z komunistami spotkało się z atakami ze strony prawicowej prasy.
Lewica SDPS domagała się zerwania współpracy SDPS z partiami prawicowymi oraz wystąpienia socjaldemokratów z rządu i przejścia do opozycji. Żądania takie był dość częste jednak przybrały na sile pod koniec lat 70. gdy według dużej części partyjnych lewicowców, rząd koalicyjny przy współpracy z prawicą nie jest w stanie zapewnić reform socjaldemokratycznych. Zdaniem zwolenników koalicji z partiami prawicowymi, wymaga tego od SDPS, specyficzny system polityczny Szwajcarii.
W listopadzie 1972 roku deputowani SDPS zaangażowali się w opracowanie programu mające zapobiec drożyźnie, w czerwcu w ochronę najmów mieszkań, w sierpniu domagali się płatnych urlopów szkoleniowych. Socjaldemokraci podejmowali inicjatywy ludowe czyli referenda realizowane po zebraniu 50 tysięcy podpisów. W 1974 roku partia wystąpiła o zmianę konstytucji „o zrównaniu opodatkowania”, do innych ważnych działań partii w trakcie dekady lat 70. zaliczyć można działania w marcu 1976 roku gdy rozpoczęła inicjatywę dążącą do ograniczenia obrotu gruntami rolnymi; partia wystąpiła z projektem 40-godzinnego tygodnia pracy (w odpowiedzi na inicjatywę Postępowej Organizacji Szwajcarii); w 1978 roku zaproponowała projekt zmiany konstytucji a konkretnie częściowego uchylenia tajemnicy bankowej w przypadku gdy dowiedziano zostaną przestępstwa. W 1976 roku partia zorganizowała referendum w sprawie „współzarządzania”.

## Struktury
Istotną cechą SDPS jest regionalizm. Partia socjaldemokratyczna co prawda uważana jest za najbardziej zintegrowaną partię krajową, jednak w ramach SDPS działa szereg silnych organizacji kantonalnych np. Socjaldemokratyczna Partia Zurychu czy też Socjalistyczna Partia Vaud, które wyróżniają się dużą samodzielnością. W referendach w okresie 1949–1964 partie kantonalne socjaldemokratów w 13,4% takich przypadków wzywały swoich zwolenników do odmiennego głosowania niż zalecała to partia centralna.
Zgodnie ze specyficznym ustrojem Szwajcarii to nie partia wybiera ministrów lecz w praktyce to parlament musi zatwierdzić ministrów wystawionych przez partię. Tym to sposobem w 1959 roku parlament odrzucił kandydaturę socjaldemokraty W. Bringolfa któremu wytknięto dawną przynależność w partii komunistycznej a zamiast tego na ministra wybrany został inny działacz socjaldemokratów. System polityczny Szwajcarii sprawia, że rządzące partie mają mniejsze możliwości niż w innych państwach Europy. Ze względu na system nieproporcjonalny wyborów do Rady Kantonów, drugiej izby parlamentu, socjaldemokraci mają jedynie symboliczne szanse na zdobycie tam swoich przedstawicieli. Zgodnie ze szwajcarskim modelem organizacyjnym przyjętym przez socjaldemokratów, frakcja parlamentarna SDPS stanowi osobny organ partii, cieszy się przez to niemalże pełną niezależność od kierownictwa partii.
Partia socjaldemokratyczna jest najliczniejszą partią Szwajcarii. W 1915 roku liczyła 27 tysięcy członków, w 1917 38 tysięcy a w 1920 roku już 54 tysiące. Pewien spadek nastąpił po 1920 roku. Od 1924 roku notowany był ponowny wzrost członków, w 1960 i 1970 do partii należało 60 tysięcy osób a klasowe związki zawodowe w 1974 roku liczyły 455,2 tysiące osób.
Partia nie skupia całego elektoratu robotniczego. Część robotników głosuje na partie prawicowe lub komunistów. W kantonie Argowia w wyborach w 1963 roku elektorat partii wyglądał w ten sposób: 61% stanowili robotnicy, 26% niżsi funkcjonariusze, 4% renciści, 3% wyżsi funkcjonariusze a 2% chłopi. W tym samym kantonie 12% elektoratu partii radykalnej i 25% elektoratu chadeków stanowili robotnicy. W kantonie Vaud 41% członków SDPS to pracownicy zakładów państwowych, 15% to funkcjonariusze przedsiębiorstw prywatnych, 19% to robotnicy w zakładach prywatnych. W kantonie Lucerna 46% elektoratu SDPS to robotnicy, 15% brygadziści oraz majstrowie, 28% to funkcjonariusze w przedsiębiorstwach zarówno prywatnych jak i państwowych.
Członkowie partii są zróżnicowani pod względem zawodu, klasy społecznej. Jej przewodniczący już w latach 50. mówił o tym że partia skupia wszystkich o przekonaniach socjalistycznych i demokratycznych, zarówno biednych jak i bogatych. W 1954 roku przewodniczący partii mówił o tym że partia założona została jako partia pracy, partia robotnicza i także w przyszłości chce taką pozostać, jednak naturalnymi sojusznikami robotników są chłopi, funkcjonariusze, urzędnicy i rzemieślnicy przez co partia stała się partią wszystkich ludzi pracy.
W 1970 roku 42,6% członków partii była niepracująca, nieutrzymująca się samodzielnie a więc żony czy dzieci, 18,5% robotnicy, 149,9% niżsi funkcjonariusze, 9,5% utrzymujący się samodzielnie i niepracujący tyj. emeryci; 4,4% personel usługowy; 2,9% funkcjonariusze na kierowniczych stanowiskach; 2% przedstawiciele wolnych zawodów; 1,7% właściciele gospodarstw rolnych; 1,3% właściciele zakładów przemysłowych czy rzemieślniczych; 1,3% pracownicy rolni; 0,9% robotnicy rolni.
Kwestię organizacyjną reguluje statut SDPS ze zjazdu w Lozannie z 1966 roku. SDPS składa się z ; partii kantonalnych które składają się z lokalnych sekcji partyjnych. Organami kierowniczymi SDPS jest Zjazd, Komitet oraz Zarząd. Sekcje lokalne wybierają delegatów na zjazdy partii. Zjazdy najczęściej odbywają się co dwa lata w międzyczasie zwoływane są ewentualnie zjazdy nadzwyczajne. Komitet jest reprezentantem partii kantonalnych oraz grupuje członków Zarządu, przedstawicieli frakcji parlamentarnej, organizacji kobiecych i młodzieżowych. SDPS praktykuje wyłącznie członkostwo bezpośrednio poprzez sekcje lokalne. Także osoby należące do klasowych związków zawodowych automatycznie nie zostają członkami partii socjaldemokratycznej. Socjaldemokraci oddają do dyspozycji pewną liczbę mandatów związkom zawodowym, przykładowo w kadencji 1971-75 we frakcji SDPS działało 14 związkowców. Możliwe jest przeprowadzenie referendum wewnątrzpartyjnego jeśli zażąda tego dwie piąte delegatów na zjazd partii bądź jedna czwarta wszystkich sekcji partyjnych. W praktyce referendum jest nieużywana od czasu sporu co do udziału w III Międzynarodówce w 1920 roku.
Słabo rozwinięta jest prasa związana z partią, nie działa dziennik ogólnokrajowy partii. W kantonach ukazują się dzienniki. największy nakład osiągały zazwyczaj dziennik „Tagwacht” w Bernie i „Zurcher Arbeiter Zeitung” w Zurychu. W Ticino wydawany jest dziennik „Libera Stampa”. Od 1971 roku nie ukazuje się żaden dziennik socjaldemokratyczny ukazujący się w języku francuskim. Ponadkantolanie działają tygodnik „Der Aufstieg” i miesięcznik „Profil”. Własne pisma wydają związane z SDPS organizacje sportowe, kobiece czy kulturalno-oświatowe.

## Przewodniczący
- 1888–1889 Alexander Reichel
- 1890–1891 Albert Steck
- 1892–1894 Eugen Wullschleger
- 1894–1896 Wilhelm Fürholz
- 1897 Karl Zgraggen
- 1898 Paul Brandt
- 1898–1901 Otto Lang
- 1901–1902 Joseph Albisser
- 1902–1908 Gottfried Reimann
- 1909–1910 Eduard Kessler
- 1911 Hans Näher
- 1912–1916 Fritz Studer
- 1916–1917 Emil Klöti
- 1918 Jakob Gschwend
- 1919 Gustav Müller
- 1919–1936 Ernst Reinhard
- 1937–1952 Hans Oprecht
- 1953–1962 Walther Bringolf
- 1962–1970 Fritz Grüter
- 1970–1974 Arthur Schmid
- 1974–1990 Helmut Hubacher
- 1990–1997 Peter Bodenmann
- 1997−2000 Ursula Koch
- 2000–2004 Christiane Brunner
- 2004–2008 Hans-Jürg Fehr
- od 2008 Christian Levrat

## Członkowie rządu z ramienia SPS
- 1943–1951 Ernst Nobs
- 1951–1953 Max Weber
- 1959–1969 Willy Spühler
- 1959–1973 Hans-Peter Tschudi
- 1969–1977 Pierre Graber
- 1973–1983 Willy Ritschard
- 1977–1987 Pierre Aubert
- 1987–1993 René Felber
- 1983–1995 Otto Stich
- 1993–2002 Ruth Dreifuss
- od 1995 Moritz Leuenberger
- od 2002 Micheline Calmy-Rey